# Anita Rocha da Silveira
Anita Rocha da Silveira   (Rio de Janeiro, 1985) és una directora i guionista de cinema brasilera. És coneguda per dirigir les pel·lícules  Mate-Me Por Favor i Medusa.

## Vida i carrera
Silveira va néixer i es va criar a Rio de Janeiro. El 2012, el seu curtmetratge Os Mortos-Vivos, es va projectar a la Quinzena dels Directors de Canes. El seu llargmetratge de debut Mate-Me Por Favor, fou estrenat a la secció Orizzonti de la 72a Mostra Internacional de Cinema de Venècia el 2015. El seu segon llargmetratge Medusa, es va estrenar a la Quinzena de Cineastes del 74è Festival Internacional de Cinema de Canes i el Festival Internacional de Cinema de Toronto el 2021. Va ser convidada a ser membre de l'Acadèmia de les Arts i les Ciències Cinematogràfiques el 2023.

## Filmografis
| Any  | Títol                 | Contribució                             | Nots          |
| ---- | --------------------- | --------------------------------------- | ------------- |
| 2008 | O vampiro do meio-dia | Director, guionista i editor            | Curtmetratge  |
| 2010 | Handball (Handebol)   | Director, guionista i editor            | Curtmetratge  |
| 2012 | Os Mortos-Vivos       | Director, guionista, editor i productor | Curtmetratge  |
| 2015 | Mate-Me Por Favor     | Director i guionista                    | Llargmetratge |
| 2021 | Medusa                | Director i guionista                    | Llargmetratge |

## Premis i nominacions
| Any  | Resultat   | Premi                                                       | Categoria                             | Treball           | Ref.   |
| ---- | ---------- | ----------------------------------------------------------- | ------------------------------------- | ----------------- | ------ |
| 2011 | Guanyadora | Federació Internacional de la Premsa Cinematogràfica        | Millor pel·lícula                     | Handebol          | [ 9 ]  |
| 2015 | Guanyador  | Festival Internacional de Cinema de Rio de Janeiro          | Millor director                       | Mate-Me Por Favor | [ 10 ] |
| 2015 | Nominada   | 72a Mostra Internacional de Cinema de Venècia               | Millor pel·lícula                     | Mate-Me Por Favor | [ 11 ] |
| 2016 | Nominada   | South by Southwest                                          | Premi SXSW Gamechanger                | Mate-Me Por Favor | [ 12 ] |
| 2021 | Guanyadora | LIV Festival Internacional de Cinema Fantàstic de Catalunya | Premi Noves Visions – Millor director | Medusa            | [ 13 ] |
| 2021 | Won        | Festival Internacional de Cinema de Sant Sebastià 2021      | Premi Sebastiane                      | Medusa            | [ 14 ] |
| 2021 | Won        | Festival Internacional de Cinema de Rio de Janeiro          | Best Director and Best Film           | Medusa            |        |
| 2021 | Won        | Raindance Film Festival                                     | Millor pel·lícula internacional       | Medusa            | [ 15 ] |
| 2022 | Won        | Festival Internacional de Cinema de Tromsø                  | Premi Aurora                          | Medusa            | [ 16 ] |
| 2022 | Won        | Festival Internacional de Cinema de Palm Springs            | Premi Iberoamericà                    | Medusa            | [ 17 ] |